# 周时经
周时经（1876年12月22日—1914年7月27日）是朝鮮语言学學者。

## 生平
他生于黄海道鳳山郡。他自幼学习文言文。 1887年，他搬到漢城繼續學習漢文  他發現老師用汉文的语音朗读课文，孩子们都听不懂，而老師用韩语解释時，孩子们才聽懂。周时经認為不應該只學習汉文，於是他開始研究韩文。1896年，他加入獨立新聞報社 。 1897年，獨立新聞創辦人徐載弼流亡美国，周时经也離開了報社。
周时经对西方语言学和教学方法很感兴趣，曾担任美国传教士威廉·B·斯克兰顿的韩语讲师。 

## 韩国语标准化
在意识到标准化韩语字母的必要性后， 周时经於1886年與其他人共同成立朝鮮文同式會。1910年至1913年期間，他用韓字（한글）這一詞彙來稱呼諺文（언문），這是首次有人用韓文來稱呼諺文。